# Romance de costumes

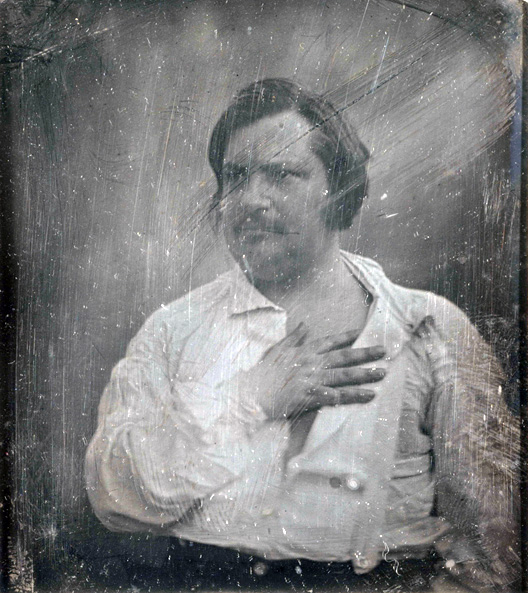
O romancista francês Honoré de Balzac foi um fundador do realismo literário, de qual o romance de costumes é um subgênero.

Um romance de costumes é uma obra de ficção que recria um mundo social, levando com minuciosa observação detalhada aos costumes, valores e morais de uma sociedade complexa e altamente desenvolvida. As convenções sociais (costumes) dominam a história, e os personagens são diferenciados pelo grau ao qual eles atendem ou não o padrão uniforme, ou ideal, de comportamento estabelecido por essa sociedade.
O escopo de um romance de costumes pode ser particular, como nas obras de Jane Austen, que lidam com os assuntos domésticos da nobreza fundiária inglesa do século XIX, ou geral, como nos romances de Balzac, que retratam as convenções sociais da França do século XIX em histórias que lidam com as esferas pública e privada da vida parisiense, das províncias e do exército.
Escritores notáveis do romance de costumes do fim do século XIX para o século XX incluem Henry James, Evelyn Waugh, Edith Wharton, e John Marquand.

## Plano de fundo

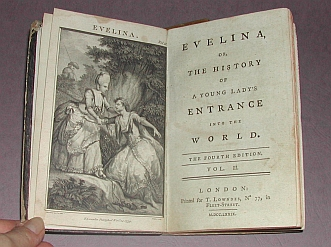
As páginas-título ilustradas do volume II, Quarta Edição do romance Evelina: Or the History of a Young Lady's Entrance into the World (1779), por Frances Burney.

Livros e notas neste período instruindo homens e mulheres em relação a como se comportar na sociedade são incontáveis. Um exemplo dessas instruções são as cartas de Lorde Chesterfield para seu filho. Ele instrui seu filho a se engajar na sociedade de uma maneira agradável, qual inclui anular assuntos possivelmente ofensivos ou polêmicos, falar em um tom pacífico e adquirir uma postura equilibrada, tudo em consideração para a companhia em que se encontra. Essa obsessão com a conduta social apropriada gerou uma onda de romances preocupados com esse tipo de comportamento. Em 1778, Frances Burney escreveu Evelina, um romance cujo enredo inovador e tratamento dos costumes contemporâneas o fizeram um marco no desenvolvimento do romance de costumes. Isso é refletido em outros romances que foram mais altamente popularizados no início do século XIX. Os romances de Jane Austen são talvez as obras mais reconhecíveis do gênero. Por causa das obras de Austen, o romance de costumes está associado principalmente com o início do século XIX.

## Relação à ficção gótica
A ascensão da importância do comportamento social não passou despercebida por Horace Walpole, o inventor amplamente creditado da ficção gótica. O conhecimento de Walpole sobre Chesterfield e a importância dos costumes talvez influenciou não apenas seu trabalho, mas também foi transportado para os romances de outros autores denominados "góticos". Walpole escreveu o que geralmente é aceito como o primeiro romance gótico durante a vida de Chesterfield, O Castelo de Otranto, em 1764. É teorizado que o surgimento do romance de costumes como um gênero completo ocorreu em retaliação à ascensão da popularidade do romance gótico.
Essa emergência quase simultânea do romance de costumes e do romance gótico levou a um cruzamento de características entre os gêneros. A principal ligação entre o romance de costumes e o romance gótico é a linguagem dos costumes. Em ambos os casos, as maneiras sociais e morais são fatores dominantes na estrutura do romance. No romance gótico, a diferença mais marcante é a presença do sobrenatural ou da indicação de eventos sobrenaturais, mas muitos dos personagens costumam estar muito abaixo do nível aceito de comportamento social da época. A conclusão de um romance gótico não é sempre o reforço positivo das morais da sociedade, caracterizando a história gótica como uma história de terror.  Um exemplo desse final moralmente anticlimático seria Zofloya de Charlotte Dacre.
Outra teoria para o surgimento e crescimento do romance de costumes é que as mudanças na hierarquia social inglesa acarretadas pelos avanços na tecnologia estavam corroendo os limites de classe, e o romance de maneiras seria um caminho para comentar os desafios acima da ordem de classe tradicional. As diferentes classes representadas nos romances serviram para representar como as diferentes classes da sociedade deveriam se comportar em diferentes contextos. Isso inclui público versus privado, rural versus urbano e cenários em que haviam homens versus mulheres. Esse contraste entre os sexos destaca o fato de que havia muito mais mulheres autoras de romances de costumes do que homens. Isso trouxe o foco de muitos desses romances para as questões e convenções sociais que atormentavam as mulheres da época.

## Obras notáveis
Romances de costumes em inglês incluem:
Século XVIII
- The Man of Feeling (1771), por Henry Mackenzie
- Evelina (1778), e Camilla (1796), por Fanny Burney

Século XIX
- Sense and Sensibility (1811), Pride and Prejudice (1813), Mansfield Park (1814), Emma (1816), e Persuasion (1818), por Jane Austen
- Vanity Fair: A Novel Without a Hero  (1848), por William Makepeace Thackeray
- North and South (1855), e Wives and Daughters (1864), por Elizabeth Cleghorn Gaskell
- The Mill on the Floss (1860), e Silas Marner (1861), por George Eliot

Século XX
- The House of Mirth (1905) e The Age of Innocence (1920), por Edith Wharton
- A Handful of Dust (1937), por Evelyn Waugh